# Curgere laminară
Curgerea laminară este un tip de curgere care are loc în straturi plan-paralele fără intersectarea acestora. La curgerea laminară, liniile de curent sunt tot timpul perpendiculare pe fronturile de undă. Caracterul laminar al curgerii are loc sub o anumită viteză a fluidului fiind caracterizată de un număr adimensional, denumit Număr Reynolds.